# Список умерших в 1600 году
В этой статье представлен список известных людей, умерших в 1600 году.
- См. также: Категория:Умершие в 1600 году

## Январь
- 21 января — Юрий Радзивилл (43) — князь, вельможа Великого княжества Литовского, государственный и церковный деятель Речи Посполитой.

## Февраль
- 17 февраля — Джордано Бруно (51) — итальянский монах-доминиканец, философ, астроном и поэт, представитель пантеизма.

## Апрель
- 7 апреля — Бакы (Махмуд Абдулбакы; 74) — один из «четырёх великих» турецких поэтов феодальной эпохи, «хакана турецкой лирики» её «золотого века».

## Май
- 7 мая — Жан Вильман Нико (70) — французский дипломат и ученый, в честь которого назван никотин.

## Август
- 5 августа — Джон Рутвен, 3-й граф Гоури (23) — шотландский дворянин, лидер ультра-протестантов Шотландии и организатор заговора против короля Якова VI.

## Сентябрь
- 26 сентября — Клод Лежен (70) — франко-фламандский композитор.

## Октябрь
- 12 октября — Луис Молина (65) — иезуит, учитель богословия в Эворе и Мадриде; приобрел известность своей книгой о согласии свободной воли с дарами благодати и с божественным предопределением.

## Ноябрь
- 3 ноября — Ричард Хукер (46) — англиканский священник и влиятельный богослов.
- 6 ноября — Исида Мицунари (40) — самурайский полководец средневековой Японии периода Сэнгоку.
- 6 ноября — Кониси Юкинага (45) — самурайский полководец средневековой Японии периода Адзути-Момояма. Один из известных японских христиан.
- 26 ноября — Анри де Лоррен-Шалиньи (30) — лотарингский аристократ, участник религиозных войн во Франции.

## Дата неизвестна или требует уточнения
- Хосе де Акоста (61) — испанский историк, географ и натуралист, член ордена иезуитов, католический миссионер.
- Нильс Геммингсен (87) — датский философ, теолог.
- Антони де Монсеррат (64) — португальский и каталонский путешественник, монах ордена иезуитов, католический миссионер и дипломат, домашний учитель при царствующих домах Португалии и Великих Моголов.
- Николя Реми (46) — французский писатель и судья, «лотарингский Торквемада», известный тем, что при его участии было присуждено к смертной казни за колдовство до 800 человек.